# Exxelia
 (février 2025).
Exxelia est un fabricant de composants passifs complexes et de sous-systèmes de précision, notamment condensateurs, inductances, transformateurs, résistances, bus bars, filtres, capteurs de position & collecteurs tournants.

## Histoire
Exxelia dessert les domaines industriels tels que l’aviation, la défense, le spatial, le ferroviaire, le médical, les énergies et les télécommunications.
Exxelia dispose de 13 sites, dont au Maroc ou à Saint-Nazaire.
Suite aux annonces du gouvernement français d'abaisser le seuil à 10 % du capital concernant les autorisations d'investissement étrangers, rien n'a été fait pour qu'en janvier 2023, l'entreprise passe sous le contrôle de l'américain Heico Corp qui rachète cette dernière pour 453 millions d'euros et la reprise de 14 millions d'euros de dettes. Le député Alexandre Loubet avait affirmé à l'Assemblée Nationale que le gouvernement « bradait à des intérêts étrangers »,,.

## Faits notables
En 2021, des composants Exxelia sont à bord du rover Persévérance sur Mars.

## Affaires judiciaires
En 2016, Exxelia Technologies est visée par une plainte : celle-ci est classée sans suite  pour « infraction insuffisamment caractérisée » au terme de l’enquête préliminaire ouverte par le parquet de Paris. 
En août 2023, deux survivants et les parents de trois enfants palestiniens tués par un missile israélien en 2014 dans la bande de Gaza portent plainte avec constitution de partie civile contre l’entreprise Exxelia Technologies.
Le 18 juin 2024, une journaliste de Blast qui couvrait une manifestation au siège de l'entreprise est placée en garde à vue pour avoir refusé de donner les codes de son téléphone. Reporters sans frontières réclame sa libération, indiquant un risque d'atteinte au secret des sources. La journaliste est finalement libérée sans poursuites,.